# Saint-Clément-à-Arnes
Saint-Clément-à-Arnes é uma comuna francesa na região administrativa de Grande Leste, no departamento das Ardenas. Estende-se por uma área de 10,13 km². Em 2010 a comuna tinha 106 habitantes (densidade: 10,5 hab./km²).